# 擬間異獸
擬間異獸（學名Mesodmops）是一屬細小的哺乳動物。牠們生存於始新世的中國。牠們是多瘤齒獸目下較為後期的成員，屬於新斜溝齒獸科。其下的主要物種是道森擬間異獸，是於中國山東五圖組發現。